# Toyota Tercel
A Toyota Tercel egy középkategóriás autó, amelyet a japán Toyota Motor Corporation gyártott 1978-tól 1999-ig. Összesen 5 generációja van. Utódja, a Toyota Yaris, 1999-ben került forgalomba.

## Generációi

### L10 (1978–1982)

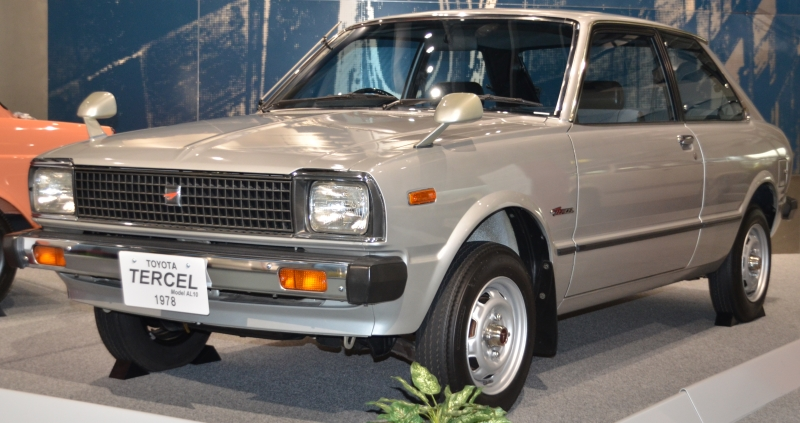
Toyota Tercel 1978–1982

Az L10 az első generáció. A gyár 1978-tól 1982-ig készítette a modelleket.

### L20 (1982–1988)

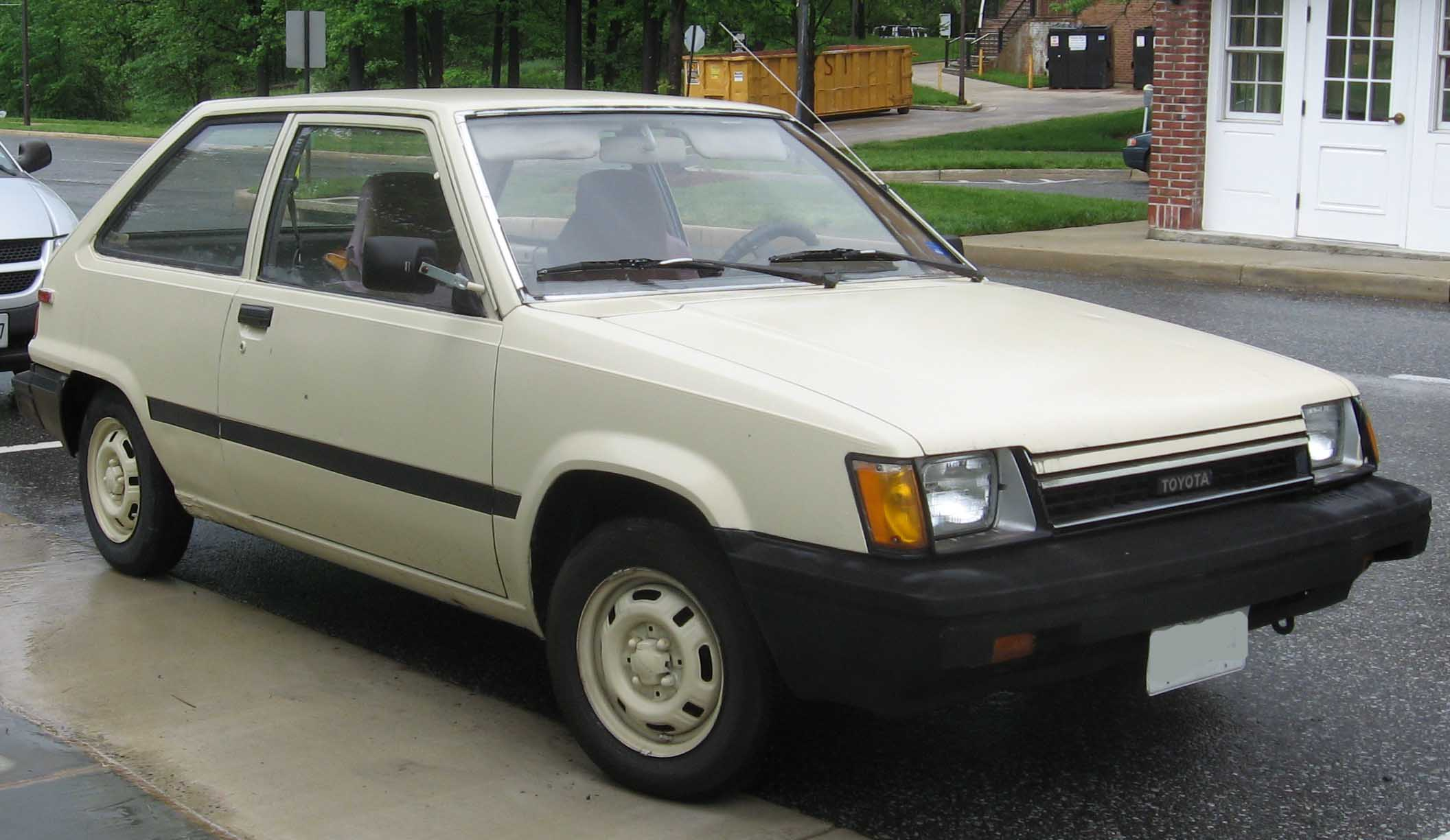
Toyota Tercel 1982–1988

Az L20 a második generáció. A gyár 1982-től 1988-ig készítette a modelleket.

### L30 (1988–1990)

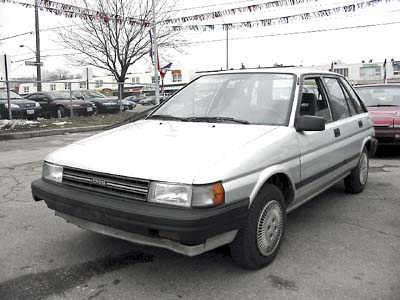
Toyota Tercel 1988–1990

Az L30 a harmadik generáció. A gyár 1988-tól 1990-ig készítette a modelleket.

### L40 (1990–1994)

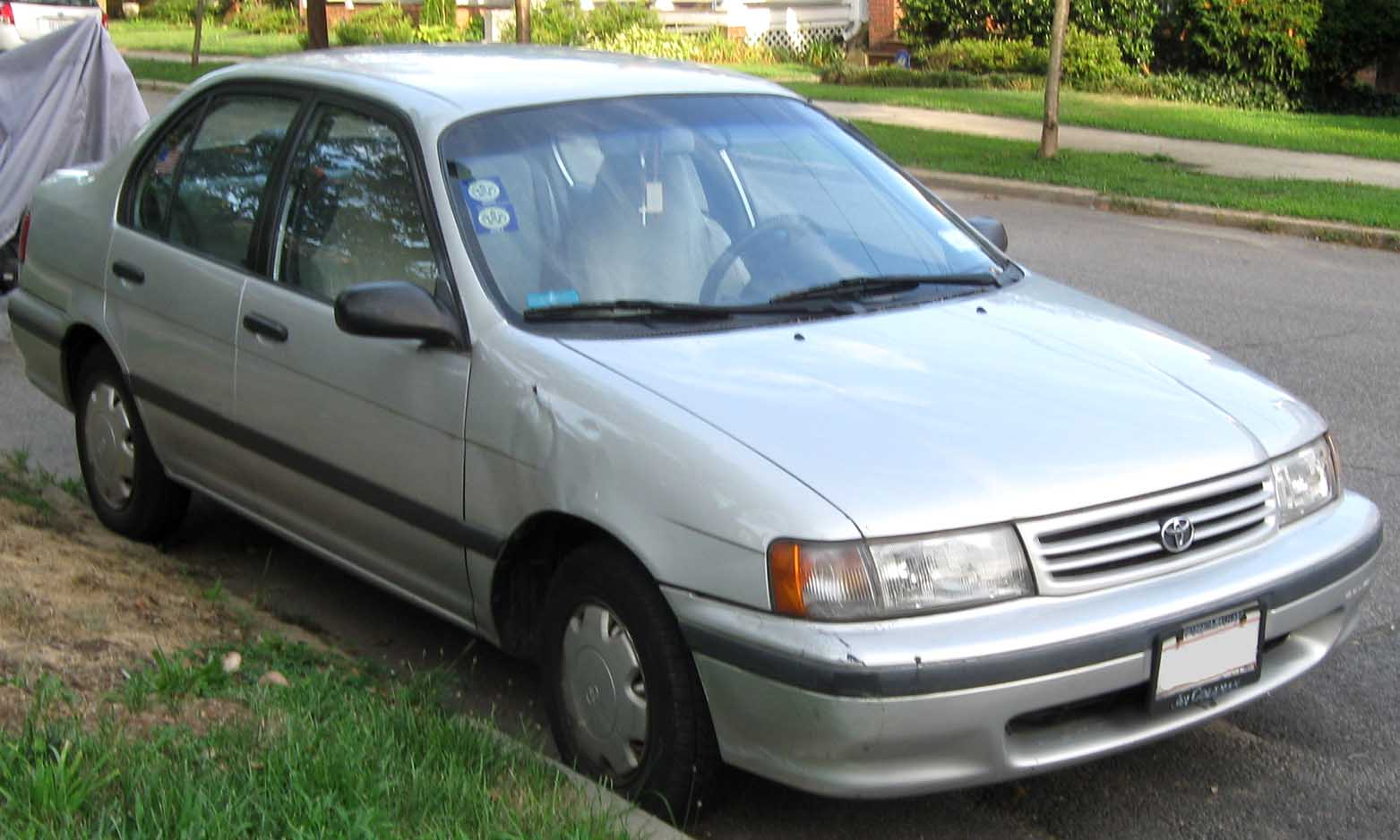
Toyota Tercel 1990–1994

Az L40 a negyedik generáció. A gyár 1990-től 1994-ig készítette a modelleket.

### L50 (1994-1999)

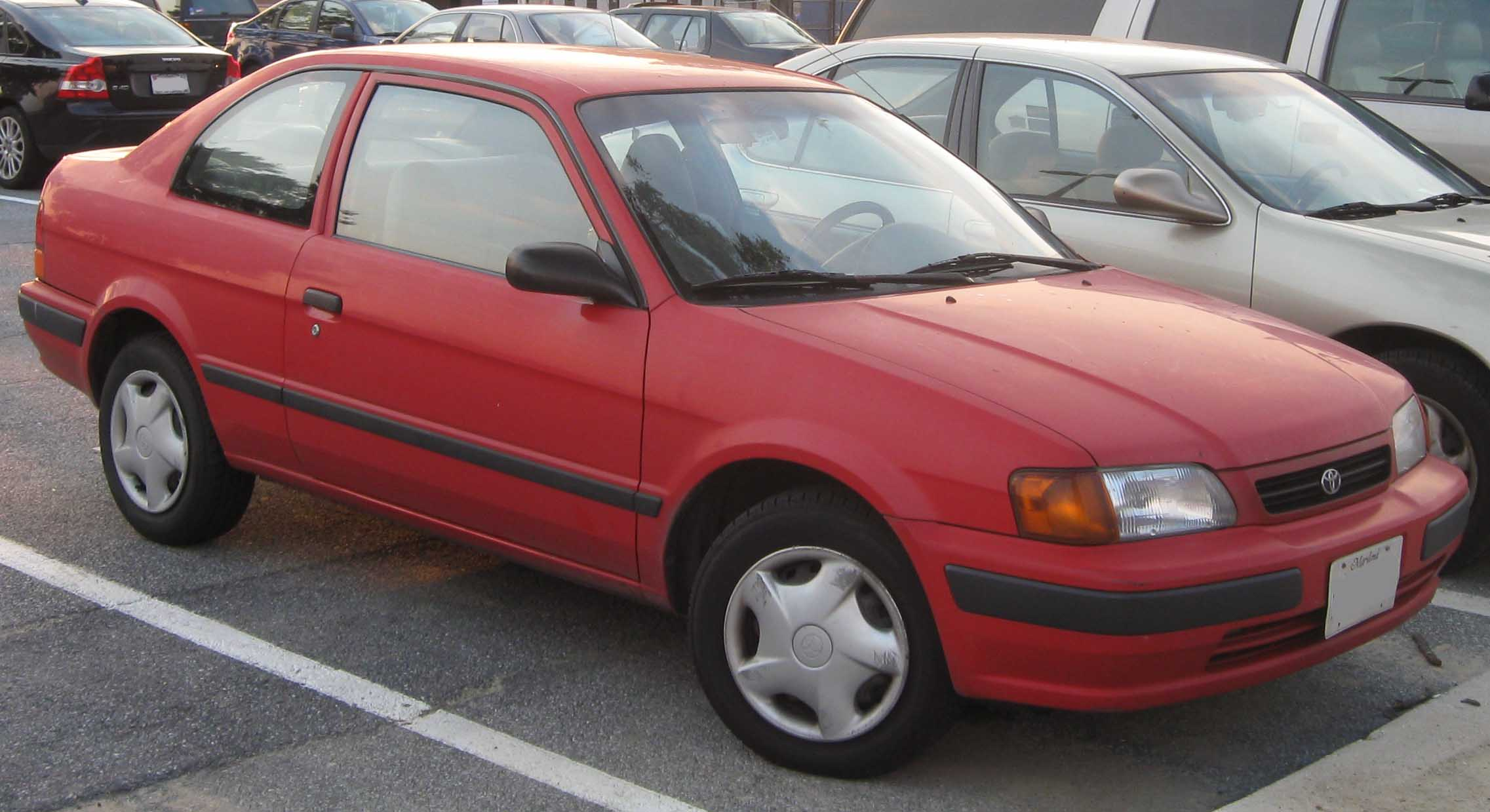
Toyota Tercel 1994–1999

Az L50 az ötödik generáció. A gyár 1994-től 1999-ig készítette a modelleket.

## Fordítás
Ez a szócikk részben vagy egészben  a   Toyota Tercel című angol Wikipédia-szócikk fordításán alapul.  Az eredeti cikk szerkesztőit annak laptörténete sorolja fel. Ez a jelzés csupán a megfogalmazás eredetét és a szerzői jogokat jelzi, nem szolgál a cikkben szereplő információk forrásmegjelöléseként.